# Screen Actors Guild Award per le migliori controfigure televisive
Lo Screen Actors Guild Award per le migliori controfigure (Screen Actors Guild Award for Outstanding Performance by a Stunt Ensemble in a Television Series) viene assegnato agli stuntmen della serie televisiva maggiormente votata dallo Screen Actors Guild. 
Il premio è stato dato per la prima volta nel corso degli Screen Actors Guild Awards 2008. 

## Vincitori e candidati
L'elenco mostra i vincitori di ogni anno, seguito dalle serie televisive che hanno ricevuto una nomination. I vincitori sono indicati in grassetto.

### Anni 2000
- 2008
  - 24
  - Heroes
  - Lost
  - Roma (Rome)
  - The Unit
- 2009
  - Heroes
  - The Closer
  - Friday Night Lights
  - Prison Break
  - The Unit

### Anni 2010
- 2010
  - 24
  - Heroes
  - The Closer
  - Dexter
  - The Unit
- 2011
  - True Blood
  - Burn Notice - Duro a morire (Burn Notice)
  - CSI: NY
  - Dexter
  - Southland
- 2012
  - Il Trono di Spade (Game of Thrones)
  - Dexter
  - Southland
  - Spartacus - Gli dei dell'arena (Spartacus: Gods of the Arena)
  - True Blood
- 2013
  - Il Trono di Spade (Game of Thrones)
  - Boardwalk Empire - L'impero del crimine (Boardwalk Empire)
  - Breaking Bad - Reazioni collaterali (Breaking Bad)
  - Sons of Anarchy
  - The Walking Dead
- 2014
  - Il Trono di Spade (Game of Thrones)
  - Boardwalk Empire - L'impero del crimine (Boardwalk Empire)
  - Breaking Bad - Reazioni collaterali (Breaking Bad)
  - Homeland - Caccia alla spia (Homeland)
  - The Walking Dead
- 2015
  - Il Trono di Spade (Game of Thrones)
  - 24: Live Another Day
  - Boardwalk Empire - L'impero del crimine (Boardwalk Empire)
  - Homeland - Caccia alla spia (Homeland)
  - Sons of Anarchy
  - The Walking Dead
- 2016
  - Il Trono di Spade (Game of Thrones)
  - The Blacklist
  - Daredevil
  - Homeland - Caccia alla spia (Homeland)
  - The Walking Dead
- 2017
  - Il Trono di Spade (Game of Thrones)
  - Daredevil
  - Luke Cage (Marvel's Luke Cage)
  - The Walking Dead
  - Westworld - Dove tutto è concesso (Westworld)
- 2018
  - Il Trono di Spade (Game of Thrones)
  - GLOW
  - Homeland - Caccia alla spia (Homeland)
  - Stranger Things
  - The Walking Dead
- 2019
  - GLOW
  - Daredevil
  - Jack Ryan (Tom Clancy's Jack Ryan)
  - The Walking Dead
  - Westworld - Dove tutto è concesso (Westworld)

### Anni 2020
- 2020
  - Il Trono di Spade (Game of Thrones)
  - GLOW
  - Stranger Things
  - The Walking Dead
  - Watchmen
- 2021
  - The Mandalorian
  - The Boys
  - Cobra Kai
  - Lovecraft Country - La terra dei demoni (Lovecraft Country)
  - Westworld - Dove tutto è concesso (Westworld)
- 2022
  - Squid Game
  - Cobra Kai
  - The Falcon and the Winter Soldier
  - Loki
  - Omicidio a Easttown (Mare of Easttown)
- 2023
  - Stranger Things
  - Andor
  - The Boys
  - House of the Dragon
  - Il Signore degli Anelli - Gli Anelli del Potere (The Lord of the Rings: The Rings of Power)
- 2024
  - The Last of Us
  - Ahsoka
  - Barry
  - Lo scontro (Beef)
  - The Mandalorian
- 2025[2][3]
  - Shōgun
  - The Boys
  - Fallout
  - House of the Dragon
  - The Penguin